# アレクサンドル・ペトロフ (アニメーター)
アレクサンドル・コンスタンチノーヴィチ・ペトロフ（ロシア語: Александр Константинович Петров, Aleksandr Konstantinovich Petrov （または、Alexander、Alexandre）, 1957年7月17日 - ）は、ロシアのアニメーション作家。ヤロスラヴリ州プレチストエ村生まれ。カタカナ表記としてはアレキサンドル表記も見受けられる。

## 略歴
アニメーション作家であるユーリ・ノルシュテインに師事。ガラスペインティング（ガラス板に油絵具を指でつけ描く）という技法で、1989年の『雌牛』、1996年の『水の精 -マーメイド-』とアカデミー短編アニメ賞に、たびたびノミネートはされるものの、受賞にはいたらなかった。
しかし、1999年にアーネスト・ヘミングウェイの原作『老人と海』による『老人と海』（実に2万9千枚ものガラス板に描かれた油絵からなる）で、第72回アカデミー賞短編アニメ賞を受賞した。
また、2007年には三鷹の森ジブリ美術館提供により作品『春のめざめ』が日本で劇場公開された。なお、『春のめざめ』も第80回アカデミー賞短編アニメ賞にノミネートされている。